# Dick Hanley
Richard Dennis "Dick" Hanley, född 19 februari 1936 i Evanston i Illinois, död 11 maj 2022, var en amerikansk simmare.
Hanley blev olympisk silvermedaljör på 4 x 200 meter frisim vid sommarspelen 1956 i Melbourne.